# Zārūndeh
Zārūndeh (persiska: زارونده) är en ort i Iran.   Den ligger i provinsen Mazandaran, i den norra delen av landet, 120 km nordost om huvudstaden Teheran. Zārūndeh ligger 73 meter över havet och antalet invånare är 162.
Terrängen runt Zārūndeh är platt åt nordost, men åt sydväst är den kuperad. Terrängen runt Zārūndeh sluttar norrut. Runt Zārūndeh är det ganska tätbefolkat, med 149 invånare per kvadratkilometer. Närmaste större samhälle är Āmol, 4,0 km öster om Zārūndeh. Trakten runt Zārūndeh består till största delen av jordbruksmark.